# Horia Damian
Pour les articles homonymes, voir Horia et Damian.
Horia Damian est un artiste peintre et sculpteur franco-roumain né à Bucarest le 27 février 1922 et mort à Sèvres le 13 mai 2012. 

## Biographie
Inscrit à l'École d'Architecture à Bucarest en 1941, la même année il fait ses débuts au Salon officiel de peinture (en roumain : Salonul Oficial de Pictură) à Sala Dalles (ro) à Bucarest.
Sa première exposition individuelle eut lieu à l'Athénée roumain à Bucarest en 1942. Après quelques mois avec André Lhote, il travaille avec Fernand Léger en 1949-1950 et avec Auguste Herbin. Il a détruit la plupart des travaux produits pendant la deuxième moitié des années 1950, une période expérimentale pour lui. 
Ses travaux du début des années 1960, exécutés à base de pétrole sur du polyester, sont dans une gestuelle proche du Tachisme, comme Constellation 1961 ; son travail devient de plus en plus géométrique et sculptural, comme la série Trône (1967).
Le premier de ses monuments à grande échelle, Galaxie, projet pour un Monument à Houston au Texas, a été conçu en 1972 et construit en 1974 au Neue Galerie à Aix-la-Chapelle. Plusieurs nouveaux monuments dans la série de Galaxie ont été construits, d'autres restant à l'état de maquettes. 
Sa fascination pour le monumental se poursuit dans La colline, construit pour le musée Guggenheim à New York, couvert de sphères minuscules de papier ensuite peintes en jaune. Il a continué pour des monuments semblables, comme pour San Francisco, illustré par la gouache Projet pour San Francisco.

## Décoration
- Chevalier de l'ordre des Arts et des Lettres (1987)[2].